# Valentyn Rudenko
Valentyn Fedorovič Rudenko (Jenakijeve, 19 febbraio 1938 – 2 aprile 2016) è stato un compositore di scacchi e ingegnere ucraino (sovietico fino al 1991).
Dal 1952 ha composto oltre 700 problemi di tutti i tipi. È stato un allievo di Lev Lošinskij, al cui stile si è sempre ispirato per le sue composizioni.
Nel 1960 è stato nominato dalla PCCC Giudice internazionale della composizione, e nel 1980 Grande Maestro della composizione. Ha vinto diverse volte il campionato sovietico di composizione, e per tre volte il campionato di composizione dell'Ucraina.
Dal 1976 è stato per molti anni il capo allenatore della squadra sovietica di composizione scacchistica. Nell'Album FIDE 1974-76 ha ottenuto 196 punti, il maggior risultato mai raggiunto negli Album FIDE. Ha fondato a Dnipro la «Scuola di composizione Valentyn Rudenko».
Di professione era un ingegnere meccanico.
Il seguente problema è stato proposto per la soluzione nel 1970 all'equipaggio della navicella spaziale Sojuz 9. Si trova ora nel museo di astronautica di Čeboksary.
|   | a | b | c | d | e | f | g | h |   |
| 8 | h7 pedone del nero · h6 alfiere del bianco · c3 pedone del nero · d3 cavallo del bianco · f3 cavallo del bianco · g3 pedone del nero · c2 pedone del bianco · e2 cavallo del nero · g2 pedone del bianco · b1 re del bianco · d1 re del nero · f1 alfiere del bianco | h7 pedone del nero · h6 alfiere del bianco · c3 pedone del nero · d3 cavallo del bianco · f3 cavallo del bianco · g3 pedone del nero · c2 pedone del bianco · e2 cavallo del nero · g2 pedone del bianco · b1 re del bianco · d1 re del nero · f1 alfiere del bianco | h7 pedone del nero · h6 alfiere del bianco · c3 pedone del nero · d3 cavallo del bianco · f3 cavallo del bianco · g3 pedone del nero · c2 pedone del bianco · e2 cavallo del nero · g2 pedone del bianco · b1 re del bianco · d1 re del nero · f1 alfiere del bianco | h7 pedone del nero · h6 alfiere del bianco · c3 pedone del nero · d3 cavallo del bianco · f3 cavallo del bianco · g3 pedone del nero · c2 pedone del bianco · e2 cavallo del nero · g2 pedone del bianco · b1 re del bianco · d1 re del nero · f1 alfiere del bianco | h7 pedone del nero · h6 alfiere del bianco · c3 pedone del nero · d3 cavallo del bianco · f3 cavallo del bianco · g3 pedone del nero · c2 pedone del bianco · e2 cavallo del nero · g2 pedone del bianco · b1 re del bianco · d1 re del nero · f1 alfiere del bianco | h7 pedone del nero · h6 alfiere del bianco · c3 pedone del nero · d3 cavallo del bianco · f3 cavallo del bianco · g3 pedone del nero · c2 pedone del bianco · e2 cavallo del nero · g2 pedone del bianco · b1 re del bianco · d1 re del nero · f1 alfiere del bianco | h7 pedone del nero · h6 alfiere del bianco · c3 pedone del nero · d3 cavallo del bianco · f3 cavallo del bianco · g3 pedone del nero · c2 pedone del bianco · e2 cavallo del nero · g2 pedone del bianco · b1 re del bianco · d1 re del nero · f1 alfiere del bianco | h7 pedone del nero · h6 alfiere del bianco · c3 pedone del nero · d3 cavallo del bianco · f3 cavallo del bianco · g3 pedone del nero · c2 pedone del bianco · e2 cavallo del nero · g2 pedone del bianco · b1 re del bianco · d1 re del nero · f1 alfiere del bianco | 8 |
| 7 | h7 pedone del nero · h6 alfiere del bianco · c3 pedone del nero · d3 cavallo del bianco · f3 cavallo del bianco · g3 pedone del nero · c2 pedone del bianco · e2 cavallo del nero · g2 pedone del bianco · b1 re del bianco · d1 re del nero · f1 alfiere del bianco | h7 pedone del nero · h6 alfiere del bianco · c3 pedone del nero · d3 cavallo del bianco · f3 cavallo del bianco · g3 pedone del nero · c2 pedone del bianco · e2 cavallo del nero · g2 pedone del bianco · b1 re del bianco · d1 re del nero · f1 alfiere del bianco | h7 pedone del nero · h6 alfiere del bianco · c3 pedone del nero · d3 cavallo del bianco · f3 cavallo del bianco · g3 pedone del nero · c2 pedone del bianco · e2 cavallo del nero · g2 pedone del bianco · b1 re del bianco · d1 re del nero · f1 alfiere del bianco | h7 pedone del nero · h6 alfiere del bianco · c3 pedone del nero · d3 cavallo del bianco · f3 cavallo del bianco · g3 pedone del nero · c2 pedone del bianco · e2 cavallo del nero · g2 pedone del bianco · b1 re del bianco · d1 re del nero · f1 alfiere del bianco | h7 pedone del nero · h6 alfiere del bianco · c3 pedone del nero · d3 cavallo del bianco · f3 cavallo del bianco · g3 pedone del nero · c2 pedone del bianco · e2 cavallo del nero · g2 pedone del bianco · b1 re del bianco · d1 re del nero · f1 alfiere del bianco | h7 pedone del nero · h6 alfiere del bianco · c3 pedone del nero · d3 cavallo del bianco · f3 cavallo del bianco · g3 pedone del nero · c2 pedone del bianco · e2 cavallo del nero · g2 pedone del bianco · b1 re del bianco · d1 re del nero · f1 alfiere del bianco | h7 pedone del nero · h6 alfiere del bianco · c3 pedone del nero · d3 cavallo del bianco · f3 cavallo del bianco · g3 pedone del nero · c2 pedone del bianco · e2 cavallo del nero · g2 pedone del bianco · b1 re del bianco · d1 re del nero · f1 alfiere del bianco | h7 pedone del nero · h6 alfiere del bianco · c3 pedone del nero · d3 cavallo del bianco · f3 cavallo del bianco · g3 pedone del nero · c2 pedone del bianco · e2 cavallo del nero · g2 pedone del bianco · b1 re del bianco · d1 re del nero · f1 alfiere del bianco | 7 |
| 6 | h7 pedone del nero · h6 alfiere del bianco · c3 pedone del nero · d3 cavallo del bianco · f3 cavallo del bianco · g3 pedone del nero · c2 pedone del bianco · e2 cavallo del nero · g2 pedone del bianco · b1 re del bianco · d1 re del nero · f1 alfiere del bianco | h7 pedone del nero · h6 alfiere del bianco · c3 pedone del nero · d3 cavallo del bianco · f3 cavallo del bianco · g3 pedone del nero · c2 pedone del bianco · e2 cavallo del nero · g2 pedone del bianco · b1 re del bianco · d1 re del nero · f1 alfiere del bianco | h7 pedone del nero · h6 alfiere del bianco · c3 pedone del nero · d3 cavallo del bianco · f3 cavallo del bianco · g3 pedone del nero · c2 pedone del bianco · e2 cavallo del nero · g2 pedone del bianco · b1 re del bianco · d1 re del nero · f1 alfiere del bianco | h7 pedone del nero · h6 alfiere del bianco · c3 pedone del nero · d3 cavallo del bianco · f3 cavallo del bianco · g3 pedone del nero · c2 pedone del bianco · e2 cavallo del nero · g2 pedone del bianco · b1 re del bianco · d1 re del nero · f1 alfiere del bianco | h7 pedone del nero · h6 alfiere del bianco · c3 pedone del nero · d3 cavallo del bianco · f3 cavallo del bianco · g3 pedone del nero · c2 pedone del bianco · e2 cavallo del nero · g2 pedone del bianco · b1 re del bianco · d1 re del nero · f1 alfiere del bianco | h7 pedone del nero · h6 alfiere del bianco · c3 pedone del nero · d3 cavallo del bianco · f3 cavallo del bianco · g3 pedone del nero · c2 pedone del bianco · e2 cavallo del nero · g2 pedone del bianco · b1 re del bianco · d1 re del nero · f1 alfiere del bianco | h7 pedone del nero · h6 alfiere del bianco · c3 pedone del nero · d3 cavallo del bianco · f3 cavallo del bianco · g3 pedone del nero · c2 pedone del bianco · e2 cavallo del nero · g2 pedone del bianco · b1 re del bianco · d1 re del nero · f1 alfiere del bianco | h7 pedone del nero · h6 alfiere del bianco · c3 pedone del nero · d3 cavallo del bianco · f3 cavallo del bianco · g3 pedone del nero · c2 pedone del bianco · e2 cavallo del nero · g2 pedone del bianco · b1 re del bianco · d1 re del nero · f1 alfiere del bianco | 6 |
| 5 | h7 pedone del nero · h6 alfiere del bianco · c3 pedone del nero · d3 cavallo del bianco · f3 cavallo del bianco · g3 pedone del nero · c2 pedone del bianco · e2 cavallo del nero · g2 pedone del bianco · b1 re del bianco · d1 re del nero · f1 alfiere del bianco | h7 pedone del nero · h6 alfiere del bianco · c3 pedone del nero · d3 cavallo del bianco · f3 cavallo del bianco · g3 pedone del nero · c2 pedone del bianco · e2 cavallo del nero · g2 pedone del bianco · b1 re del bianco · d1 re del nero · f1 alfiere del bianco | h7 pedone del nero · h6 alfiere del bianco · c3 pedone del nero · d3 cavallo del bianco · f3 cavallo del bianco · g3 pedone del nero · c2 pedone del bianco · e2 cavallo del nero · g2 pedone del bianco · b1 re del bianco · d1 re del nero · f1 alfiere del bianco | h7 pedone del nero · h6 alfiere del bianco · c3 pedone del nero · d3 cavallo del bianco · f3 cavallo del bianco · g3 pedone del nero · c2 pedone del bianco · e2 cavallo del nero · g2 pedone del bianco · b1 re del bianco · d1 re del nero · f1 alfiere del bianco | h7 pedone del nero · h6 alfiere del bianco · c3 pedone del nero · d3 cavallo del bianco · f3 cavallo del bianco · g3 pedone del nero · c2 pedone del bianco · e2 cavallo del nero · g2 pedone del bianco · b1 re del bianco · d1 re del nero · f1 alfiere del bianco | h7 pedone del nero · h6 alfiere del bianco · c3 pedone del nero · d3 cavallo del bianco · f3 cavallo del bianco · g3 pedone del nero · c2 pedone del bianco · e2 cavallo del nero · g2 pedone del bianco · b1 re del bianco · d1 re del nero · f1 alfiere del bianco | h7 pedone del nero · h6 alfiere del bianco · c3 pedone del nero · d3 cavallo del bianco · f3 cavallo del bianco · g3 pedone del nero · c2 pedone del bianco · e2 cavallo del nero · g2 pedone del bianco · b1 re del bianco · d1 re del nero · f1 alfiere del bianco | h7 pedone del nero · h6 alfiere del bianco · c3 pedone del nero · d3 cavallo del bianco · f3 cavallo del bianco · g3 pedone del nero · c2 pedone del bianco · e2 cavallo del nero · g2 pedone del bianco · b1 re del bianco · d1 re del nero · f1 alfiere del bianco | 5 |
| 4 | h7 pedone del nero · h6 alfiere del bianco · c3 pedone del nero · d3 cavallo del bianco · f3 cavallo del bianco · g3 pedone del nero · c2 pedone del bianco · e2 cavallo del nero · g2 pedone del bianco · b1 re del bianco · d1 re del nero · f1 alfiere del bianco | h7 pedone del nero · h6 alfiere del bianco · c3 pedone del nero · d3 cavallo del bianco · f3 cavallo del bianco · g3 pedone del nero · c2 pedone del bianco · e2 cavallo del nero · g2 pedone del bianco · b1 re del bianco · d1 re del nero · f1 alfiere del bianco | h7 pedone del nero · h6 alfiere del bianco · c3 pedone del nero · d3 cavallo del bianco · f3 cavallo del bianco · g3 pedone del nero · c2 pedone del bianco · e2 cavallo del nero · g2 pedone del bianco · b1 re del bianco · d1 re del nero · f1 alfiere del bianco | h7 pedone del nero · h6 alfiere del bianco · c3 pedone del nero · d3 cavallo del bianco · f3 cavallo del bianco · g3 pedone del nero · c2 pedone del bianco · e2 cavallo del nero · g2 pedone del bianco · b1 re del bianco · d1 re del nero · f1 alfiere del bianco | h7 pedone del nero · h6 alfiere del bianco · c3 pedone del nero · d3 cavallo del bianco · f3 cavallo del bianco · g3 pedone del nero · c2 pedone del bianco · e2 cavallo del nero · g2 pedone del bianco · b1 re del bianco · d1 re del nero · f1 alfiere del bianco | h7 pedone del nero · h6 alfiere del bianco · c3 pedone del nero · d3 cavallo del bianco · f3 cavallo del bianco · g3 pedone del nero · c2 pedone del bianco · e2 cavallo del nero · g2 pedone del bianco · b1 re del bianco · d1 re del nero · f1 alfiere del bianco | h7 pedone del nero · h6 alfiere del bianco · c3 pedone del nero · d3 cavallo del bianco · f3 cavallo del bianco · g3 pedone del nero · c2 pedone del bianco · e2 cavallo del nero · g2 pedone del bianco · b1 re del bianco · d1 re del nero · f1 alfiere del bianco | h7 pedone del nero · h6 alfiere del bianco · c3 pedone del nero · d3 cavallo del bianco · f3 cavallo del bianco · g3 pedone del nero · c2 pedone del bianco · e2 cavallo del nero · g2 pedone del bianco · b1 re del bianco · d1 re del nero · f1 alfiere del bianco | 4 |
| 3 | h7 pedone del nero · h6 alfiere del bianco · c3 pedone del nero · d3 cavallo del bianco · f3 cavallo del bianco · g3 pedone del nero · c2 pedone del bianco · e2 cavallo del nero · g2 pedone del bianco · b1 re del bianco · d1 re del nero · f1 alfiere del bianco | h7 pedone del nero · h6 alfiere del bianco · c3 pedone del nero · d3 cavallo del bianco · f3 cavallo del bianco · g3 pedone del nero · c2 pedone del bianco · e2 cavallo del nero · g2 pedone del bianco · b1 re del bianco · d1 re del nero · f1 alfiere del bianco | h7 pedone del nero · h6 alfiere del bianco · c3 pedone del nero · d3 cavallo del bianco · f3 cavallo del bianco · g3 pedone del nero · c2 pedone del bianco · e2 cavallo del nero · g2 pedone del bianco · b1 re del bianco · d1 re del nero · f1 alfiere del bianco | h7 pedone del nero · h6 alfiere del bianco · c3 pedone del nero · d3 cavallo del bianco · f3 cavallo del bianco · g3 pedone del nero · c2 pedone del bianco · e2 cavallo del nero · g2 pedone del bianco · b1 re del bianco · d1 re del nero · f1 alfiere del bianco | h7 pedone del nero · h6 alfiere del bianco · c3 pedone del nero · d3 cavallo del bianco · f3 cavallo del bianco · g3 pedone del nero · c2 pedone del bianco · e2 cavallo del nero · g2 pedone del bianco · b1 re del bianco · d1 re del nero · f1 alfiere del bianco | h7 pedone del nero · h6 alfiere del bianco · c3 pedone del nero · d3 cavallo del bianco · f3 cavallo del bianco · g3 pedone del nero · c2 pedone del bianco · e2 cavallo del nero · g2 pedone del bianco · b1 re del bianco · d1 re del nero · f1 alfiere del bianco | h7 pedone del nero · h6 alfiere del bianco · c3 pedone del nero · d3 cavallo del bianco · f3 cavallo del bianco · g3 pedone del nero · c2 pedone del bianco · e2 cavallo del nero · g2 pedone del bianco · b1 re del bianco · d1 re del nero · f1 alfiere del bianco | h7 pedone del nero · h6 alfiere del bianco · c3 pedone del nero · d3 cavallo del bianco · f3 cavallo del bianco · g3 pedone del nero · c2 pedone del bianco · e2 cavallo del nero · g2 pedone del bianco · b1 re del bianco · d1 re del nero · f1 alfiere del bianco | 3 |
| 2 | h7 pedone del nero · h6 alfiere del bianco · c3 pedone del nero · d3 cavallo del bianco · f3 cavallo del bianco · g3 pedone del nero · c2 pedone del bianco · e2 cavallo del nero · g2 pedone del bianco · b1 re del bianco · d1 re del nero · f1 alfiere del bianco | h7 pedone del nero · h6 alfiere del bianco · c3 pedone del nero · d3 cavallo del bianco · f3 cavallo del bianco · g3 pedone del nero · c2 pedone del bianco · e2 cavallo del nero · g2 pedone del bianco · b1 re del bianco · d1 re del nero · f1 alfiere del bianco | h7 pedone del nero · h6 alfiere del bianco · c3 pedone del nero · d3 cavallo del bianco · f3 cavallo del bianco · g3 pedone del nero · c2 pedone del bianco · e2 cavallo del nero · g2 pedone del bianco · b1 re del bianco · d1 re del nero · f1 alfiere del bianco | h7 pedone del nero · h6 alfiere del bianco · c3 pedone del nero · d3 cavallo del bianco · f3 cavallo del bianco · g3 pedone del nero · c2 pedone del bianco · e2 cavallo del nero · g2 pedone del bianco · b1 re del bianco · d1 re del nero · f1 alfiere del bianco | h7 pedone del nero · h6 alfiere del bianco · c3 pedone del nero · d3 cavallo del bianco · f3 cavallo del bianco · g3 pedone del nero · c2 pedone del bianco · e2 cavallo del nero · g2 pedone del bianco · b1 re del bianco · d1 re del nero · f1 alfiere del bianco | h7 pedone del nero · h6 alfiere del bianco · c3 pedone del nero · d3 cavallo del bianco · f3 cavallo del bianco · g3 pedone del nero · c2 pedone del bianco · e2 cavallo del nero · g2 pedone del bianco · b1 re del bianco · d1 re del nero · f1 alfiere del bianco | h7 pedone del nero · h6 alfiere del bianco · c3 pedone del nero · d3 cavallo del bianco · f3 cavallo del bianco · g3 pedone del nero · c2 pedone del bianco · e2 cavallo del nero · g2 pedone del bianco · b1 re del bianco · d1 re del nero · f1 alfiere del bianco | h7 pedone del nero · h6 alfiere del bianco · c3 pedone del nero · d3 cavallo del bianco · f3 cavallo del bianco · g3 pedone del nero · c2 pedone del bianco · e2 cavallo del nero · g2 pedone del bianco · b1 re del bianco · d1 re del nero · f1 alfiere del bianco | 2 |
| 1 | h7 pedone del nero · h6 alfiere del bianco · c3 pedone del nero · d3 cavallo del bianco · f3 cavallo del bianco · g3 pedone del nero · c2 pedone del bianco · e2 cavallo del nero · g2 pedone del bianco · b1 re del bianco · d1 re del nero · f1 alfiere del bianco | h7 pedone del nero · h6 alfiere del bianco · c3 pedone del nero · d3 cavallo del bianco · f3 cavallo del bianco · g3 pedone del nero · c2 pedone del bianco · e2 cavallo del nero · g2 pedone del bianco · b1 re del bianco · d1 re del nero · f1 alfiere del bianco | h7 pedone del nero · h6 alfiere del bianco · c3 pedone del nero · d3 cavallo del bianco · f3 cavallo del bianco · g3 pedone del nero · c2 pedone del bianco · e2 cavallo del nero · g2 pedone del bianco · b1 re del bianco · d1 re del nero · f1 alfiere del bianco | h7 pedone del nero · h6 alfiere del bianco · c3 pedone del nero · d3 cavallo del bianco · f3 cavallo del bianco · g3 pedone del nero · c2 pedone del bianco · e2 cavallo del nero · g2 pedone del bianco · b1 re del bianco · d1 re del nero · f1 alfiere del bianco | h7 pedone del nero · h6 alfiere del bianco · c3 pedone del nero · d3 cavallo del bianco · f3 cavallo del bianco · g3 pedone del nero · c2 pedone del bianco · e2 cavallo del nero · g2 pedone del bianco · b1 re del bianco · d1 re del nero · f1 alfiere del bianco | h7 pedone del nero · h6 alfiere del bianco · c3 pedone del nero · d3 cavallo del bianco · f3 cavallo del bianco · g3 pedone del nero · c2 pedone del bianco · e2 cavallo del nero · g2 pedone del bianco · b1 re del bianco · d1 re del nero · f1 alfiere del bianco | h7 pedone del nero · h6 alfiere del bianco · c3 pedone del nero · d3 cavallo del bianco · f3 cavallo del bianco · g3 pedone del nero · c2 pedone del bianco · e2 cavallo del nero · g2 pedone del bianco · b1 re del bianco · d1 re del nero · f1 alfiere del bianco | h7 pedone del nero · h6 alfiere del bianco · c3 pedone del nero · d3 cavallo del bianco · f3 cavallo del bianco · g3 pedone del nero · c2 pedone del bianco · e2 cavallo del nero · g2 pedone del bianco · b1 re del bianco · d1 re del nero · f1 alfiere del bianco | 1 |
|   | a | b | c | d | e | f | g | h |   |

Soluzione:
1. Af4!